# NGC 1828
NGC 1828 是剑鱼座的一個星系。由約翰·弗里德里希·威廉·赫歇爾在1834年12月发现，赤经为5时4分20.9秒，赤纬为-69°23'18"，星等为12.5。